# Нортеландия
Нортеландия (порт. Nortelândia) — муниципалитет в Бразилии, входит в штат Мату-Гросу. Составная часть мезорегиона Юго-центральная часть штата Мату-Гроссу. Входит в экономико-статистический микрорегион Алту-Парагуай. Население составляет 5160 человек на 2006 год. Занимает площадь 1350,778 км². Плотность населения — 3,8 чел./км².

## Статистика
- Валовой внутренний продукт на 2003 год составляет 28 511 356,00 реалов (данные: Бразильский институт географии и статистики).
- Валовой внутренний продукт на душу населения на 2003 год составляет 4661,00 реал (данные: Бразильский институт географии и статистики).
- Индекс развития человеческого потенциала на 2000 год составляет 0,718 (данные: Программа развития ООН).